# Rodogune
Rodogune ist eine Tragödie in 5 Akten (1844 Versen) von Pierre Corneille. Das Stück wurde Ende 1644 oder Anfang 1645 uraufgeführt, und Corneille hielt es für eines seiner besten.
Corneille entnahm den Stoff dem römischen Historiker Appian von Alexandria. Die Titelfigur Rodogune ist eine parthische Prinzessin, die die Eifersucht der syrischen Königin Kleopatra erweckt. Kleopatra begeht nach misslungenen Intrigen Selbstmord.
Lessing schrieb über die Tragödie im 29. bis 32. Stück der Hamburgischen Dramaturgie (August 1767) einen vernichtenden Verriss.

## Ausgaben
- Rodogune princesse des Parthes. In: Œuvres, Texte établi par Ch. Marty-Laveaux. Hachette, 1862; Volltext (Wikisource)
- Rodogüne. Ein Trauerspiel nach Corneille. Blankvers-Übersetzung von August Bode. Johann Gottfried Braun, Berlin 1803; archive.org.